# 대한민국 형사소송법 제121조
대한민국 형사소송법 제121조는 영장집행과 당사자의 참여에 대한 형사소송법의 조문이다.

## 조문
제121조(영장집행과 당사자의 참여) 검사, 피고인 또는 변호인은 압수·수색영장의 집행에 참여할 수 있다.

第121條(令狀執行과 當事者의 參與) 檢事, 被告人 또는 辯護人은 押收·搜索令狀의 執行에 參與할 수 있다.

## 참고 문헌
- 손동권 신이철, 새로운 형사소송법(초판, 2013), 세창, 2013. ISBN 9788984114081

## 같이 보기
- 압수